# Джага-джага
«Джага-джага» — пятый студийный альбом российской певицы Кати Лель, выпущенный в 2004 году на лейбле «Монолит Рекордс». Продюсером альбома выступил Максим Фадеев.
В поддержку альбома было выпущено три сингла: «Мой мармеладный», «Долетай» и «Муси-пуси» — все они пользовались большим успехом у слушателей в СНГ. Вскоре после выпуска альбом получил золотой статус в России.
Премьера первой сольной программы «Джага-джага» прошла 3 и 4 апреля 2004 года в Москве в ГЦКЗ «Россия».

## Отзывы
Рита Скитер из InterMedia отметила «европейское качество звучания» и «прилипчивые мотивы пластинки», а также разнообразие песен («от танцевальных мелодий в духе „Reflex“ […] до элементов трип-хопа»). Последнее также было отмечено как слабое место альбома — по мнению Скитер, продюсер Максим Фадеев слишком явно использовал свои наработки, предназначавшиеся для других проектов, самым ярким примером чего был выделен трек «Долетай», по мнению критика копирующий песню Юлии Савичевой «Высоко».
По мнению редакции журнала Play, с материалом пластинки Лель «выбилась из расплывчатого ряда поп-певиц средней руки […] в категорию модных леди». Сингл «Мой мармеладный» был описан как «профессионально сделанный бронебойный хит», а сингл «Долетай» показал Лель «стильной и не чужой актуальных звуков». Песню «Муси-Пуси» авторы сочли вторичной, но, тем не менее, «привязывающейся так, что не отмахнёшься». Танцевальные песни пластинки также получили сравнение с материалом группы «Reflex».

## Список композиций
| №                   | Название                       | Автор(ы)                      | Длительность |
| ------------------- | ------------------------------ | ----------------------------- | ------------ |
| 1.                  | «Мой мармеладный (Я не права)» | Максим Фадеев                 | 3:45         |
| 2.                  | «Долетай»                      | Максим Фадеев                 | 4:17         |
| 3.                  | «Стоять бояться»               | Ирина Секачёва, Максим Фадеев | 3:38         |
| 4.                  | «Падаем вниз»                  | Максим Фадеев                 | 3:32         |
| 5.                  | «Прости меня»                  | Максим Фадеев                 | 3:46         |
| 6.                  | «Муси-пуси»                    | Ирина Секачёва, Максим Фадеев | 3:14         |
| 7.                  | «Белым мелом»                  | Максим Фадеев                 | 3:42         |
| 8.                  | «Небо на двоих»                | Максим Фадеев                 | 5:46         |
| 9.                  | «Я звезда твоя»                | Максим Фадеев                 | 3:55         |
| 10.                 | «Я не верю тебе»               | Максим Фадеев                 | 3:44         |
| 11.                 | «Отпусти»                      | Максим Фадеев                 | 4:02         |
| 12.                 | «Не зови»                      | Максим Фадеев                 | 4:18         |
| Общая длительность: | Общая длительность:            | Общая длительность:           | 47:39        |

## Чарты

### Ежемесячные чарты
| Чарт (2004)   | Высшая позиция |
| ------------- | -------------- |
| Россия (NFPF) | 2              |

## Продажи и сертификации
| Регион | Сертификация | Продажи |
| --- | ------------ | ------- |
| Россия (NFPF) | Золотой      | 25 000* |
| * Данные о продажах приведены только на основе сертификации. ^ Данные о тиражах приведены только на основе сертификации. |              |         |